# Jeff Astle
Jeff Astle (13. května 1942 Eastwood – 19. ledna 2002 Burton upon Trent) byl anglický fotbalista, hrající na postu středního útočníka. Od sedmnácti let byl profesionálem, v letech 1964 až 1974 hrál za West Bromwich Albion FC, za který zaznamenal 174 branek (z toho 137 ligových), což je klubový rekord. V sezóně 1969/70 byl se 25 góly nejlepším střelcem anglické nejvyšší soutěže. Přispěl k vítězství WBA v ligovém poháru 1966 a v FA Cupu 1968, kde vstřelil v prodloužení jedinou branku finálového utkání. Odehrál pět zápasů za anglickou reprezentaci, zúčastnil se také mistrovství světa ve fotbale 1970. Po ukončení kariéry provozoval úklidovou firmu.
Zemřel ve věku 59 let na onemocnění mozku; podle výroku koronera byla choroba způsobena častými nárazy koženého míče do hlavy. To vedlo k založení Nadace Jeffa Astlea, požadující odškodnění pro fotbalisty, kteří hráli v dobách, kdy se užívaly tvrdé a těžké kožené míče, a nebyli informováni o možných zdravotních rizicích. Astleova dcera Dawn navrhla, aby se hlavičkování ve fotbale zakázalo, minimálně v žákovských kategoriích.